# Kostel Nanebevzetí Panny Marie (Lišany)
Kostel Nanebevzetí Panny Marie je kamenná orientovaná stavba. Stojí v Lišanech v okrese Rakovník u silnice, na hřbitově. Je chráněn jako kulturní památka České republiky.

## Historie
Od roku 1867 byl farním kostelem. Nyní je spravován z Rakovníka.

## Stavební podoba
Kostel má loď o třech polích, z východu přiléhá presbytář o jednom poli a na západě je umístěna dvojpatrová věž. Na východ od kněžiště je polygonální sakristie. Venkovní zdi jsou oživeny pilastry. Nad nimi se táhne kladí se silně vyloženou římsou, která obíhá i kolem věže. Střecha je sedlová, krytá taškami. Do kostela vedou vchody na západní a severní straně. Vchod do sakristie je z východu. Okna jsou segmentová. V lodi jsou umístěny tři páry oken. Na věži jsou umístěny hodiny.

## Interiér
Stěny jsou hladké, bez ozdob. Strop je rovný. Kněžiště je odděleno vítězným obloukem. Na západní straně se rozkládá kruchta na dvou pilířích. Vybavení je ve slohu pozdního baroka.
Hlavní oltář je dřevěný, částečně zlacený a sahá až ke klenbě kněžiště. U oltáře je obraz Nanebevzetí Panny Marie od Josefa Huebera z roku 1763, obraz Svaté Trojice s sochy svatého Josefa a Jana Křtitele. Na bočních oltářích jsou obrazy svaté Ludmily učící svatého Václava, obraz svaté Barbory. Na jižním oltáři je obraz svatého Jana Nepomuckého modlícího se k Panně Marii Boleslavské a obraz svatého Antonína.
Kazatelna stojí na spirálovém sloupku. Ve výplni je svatý František Xaverský jako kazatel. Na stříšce je socha svatého archanděla Michela s mečem v pravici a vahami v levici. Varhany jsou trojdílné, zdobené řezbami pod zprohýbanou hlavní římsou.